# Station Utrecht Zuilen
Station Utrecht Zuilen is een van de stations die gebouwd zijn in het kader van het project Randstadspoor, gelegen aan het traject Utrecht Centraal – Amsterdam Centraal (de Rhijnspoorweg). Het station is aangelegd bij de recente spoorverdubbeling op dat traject.
Utrecht Zuilen ligt tussen de woonwijken Zuilen en Ondiep aan de oostkant van het spoor en het bedrijventerrein Cartesiusweg ten westen hiervan. Het heeft vooral een wijkontsluitende functie voor Utrecht-Noordwest.
Het station is gebouwd op het dubbele viaduct over de Cartesiusweg/St. Josephlaan, en heeft aan beide zijden van de weg trappen en aan één zijde een lift om ervoor te zorgen dat het station te bereiken is zonder de drukke weg over te moeten steken. Aan beide zijden van de weg zijn bushaltes, kaartautomaten en fietsenstallingen.
De ingebruikname van het nieuwe station stond oorspronkelijk gepland bij het ingaan van de dienstregeling 2007 op 10 december 2006. Dat werd uitgesteld, in eerste instantie tot 25 april 2007, toen de spoorverdubbeling tussen Utrecht en Amsterdam Bijlmer ArenA in gebruik werd genomen, en vervolgens tot 10 juni 2007 omdat de gemeente Utrecht de straat onder het station nog niet af had.

## Dienstregeling trein
In Utrecht Zuilen stoppen de volgende treinseries:
| Serie | Treinsoort    | Route | Bijzonderheden |
| ----- | ------------- | --- | --- |
| 7300  | Sprinter (NS) | Breukelen – Utrecht Zuilen – Utrecht Centraal – Driebergen-Zeist – Veenendaal Centrum – Rhenen             | |
| 7400  | Sprinter (NS) | Uitgeest – Zaandam – Amsterdam Centraal – Breukelen – Utrecht Zuilen – Utrecht Centraal – Driebergen-Zeist | Rijdt alleen tijdens de brede spitsuren, waarbij net na de ochtendspits en net vóór de middagspits enkel tussen Uitgeest en Utrecht Centraal v.v. wordt gereden. |

## Dienstregeling bus
| Lijn | Route                                                                               | Vervoerder     |
| ---- | ----------------------------------------------------------------------------------- | -------------- |
| 11   | Maarssen - Vleuten - Leidsche Rijn - Zuilen - Overvecht                             | U-OV (Qbuzz)   |
| 12   | Maarssen - Maarssen Dorp - Zuilen - Vleutenseweg - Utrecht Centraal                 | U-OV (Qbuzz)   |
| 120  | Amsterdam-Zuidoost - Abcoude - Loenen aan de Vecht - Breukelen - Maarssen - Utrecht | Syntus Utrecht |

## Foto's

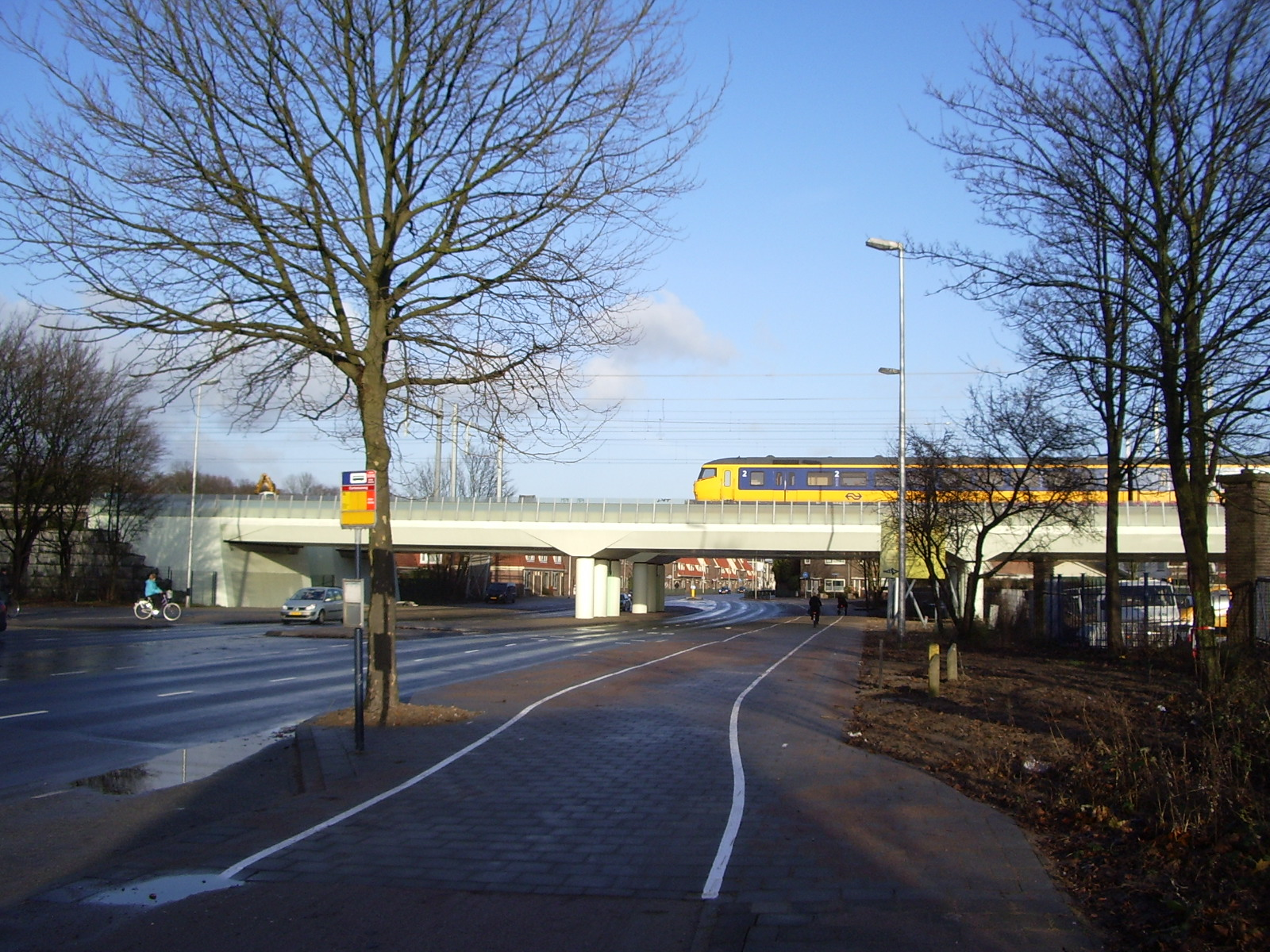
Locatie voor de oplevering van het station (2005)
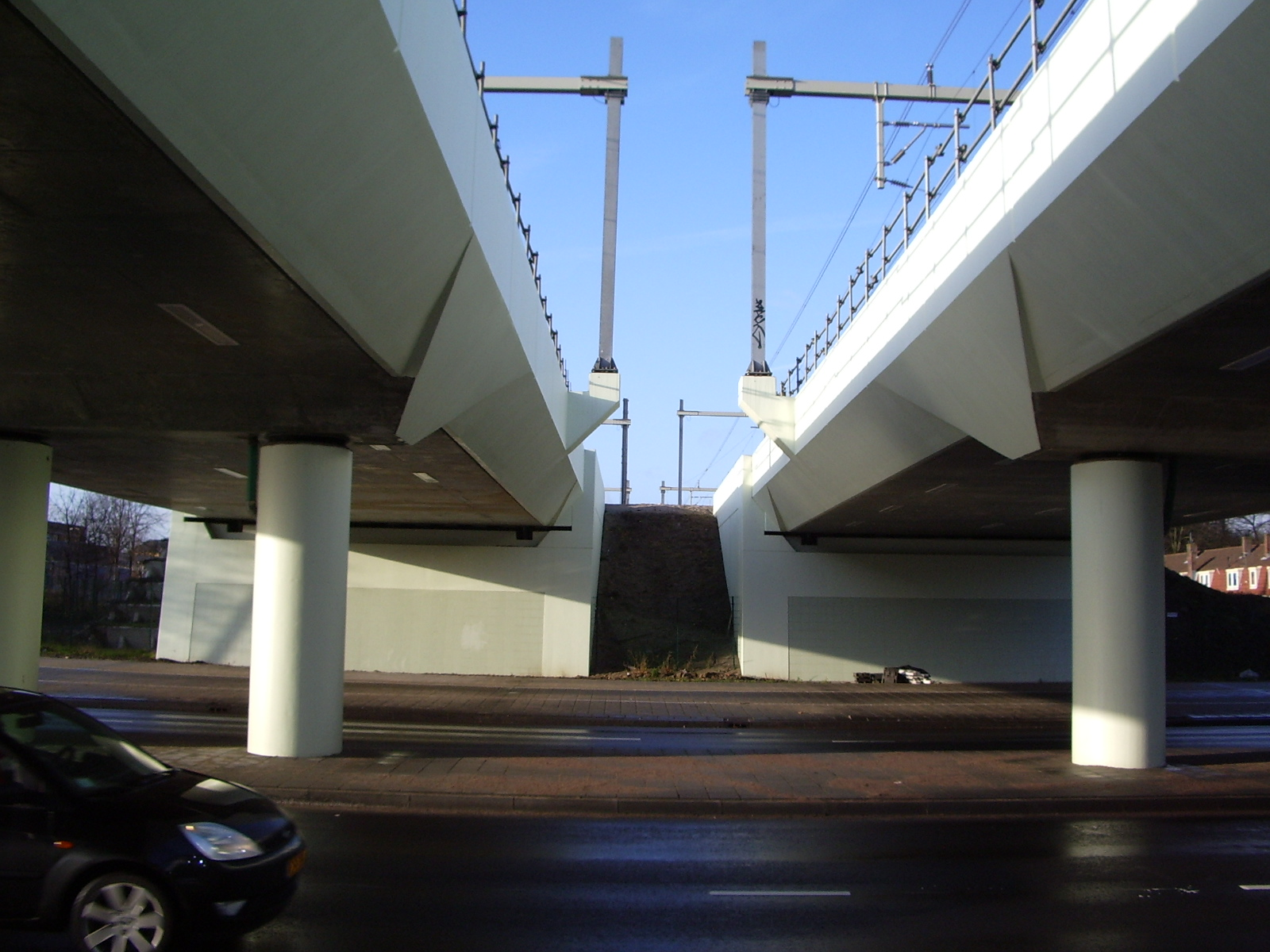
Zicht onder de viaducten voor de oplevering (2005)
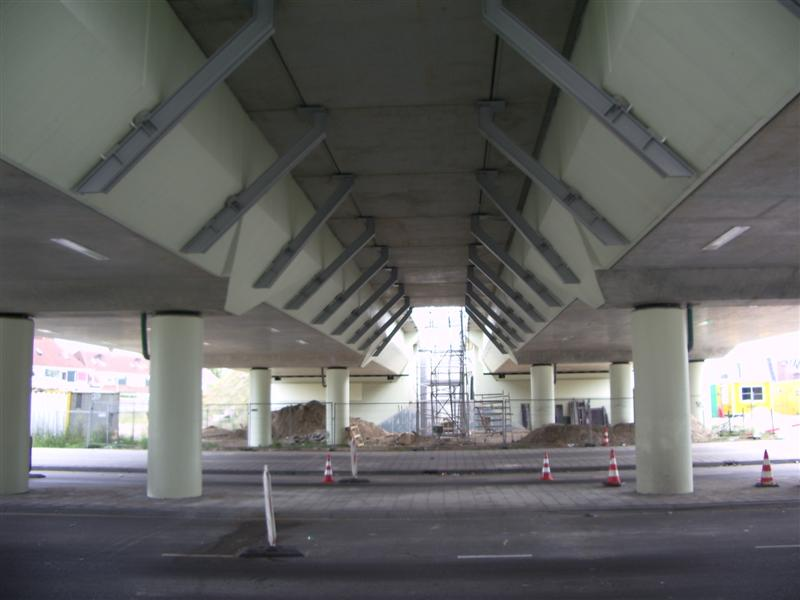
De ruimte tussen de viaducten is grotendeels dichtgemaakt (2006)
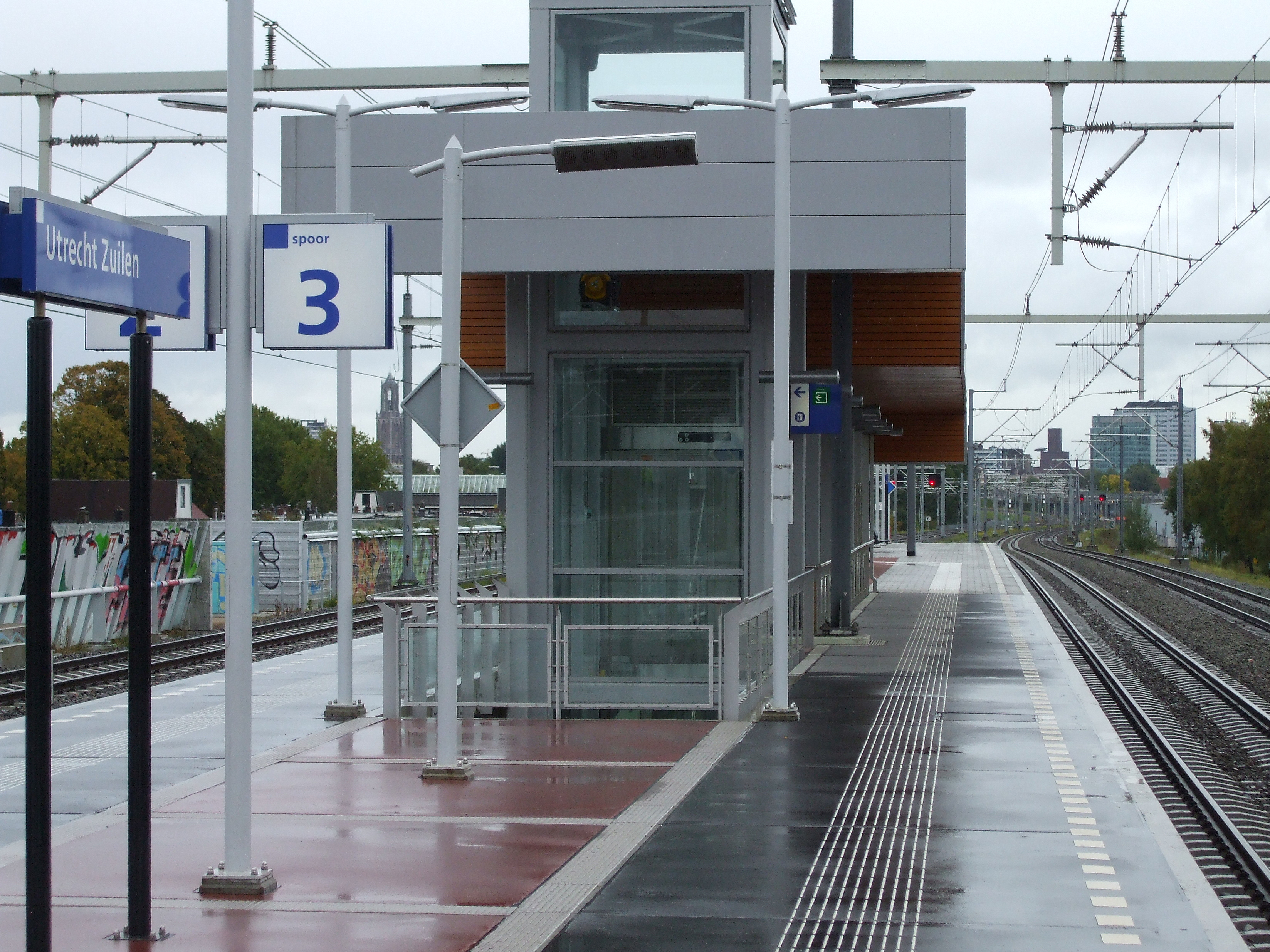
Het perron.
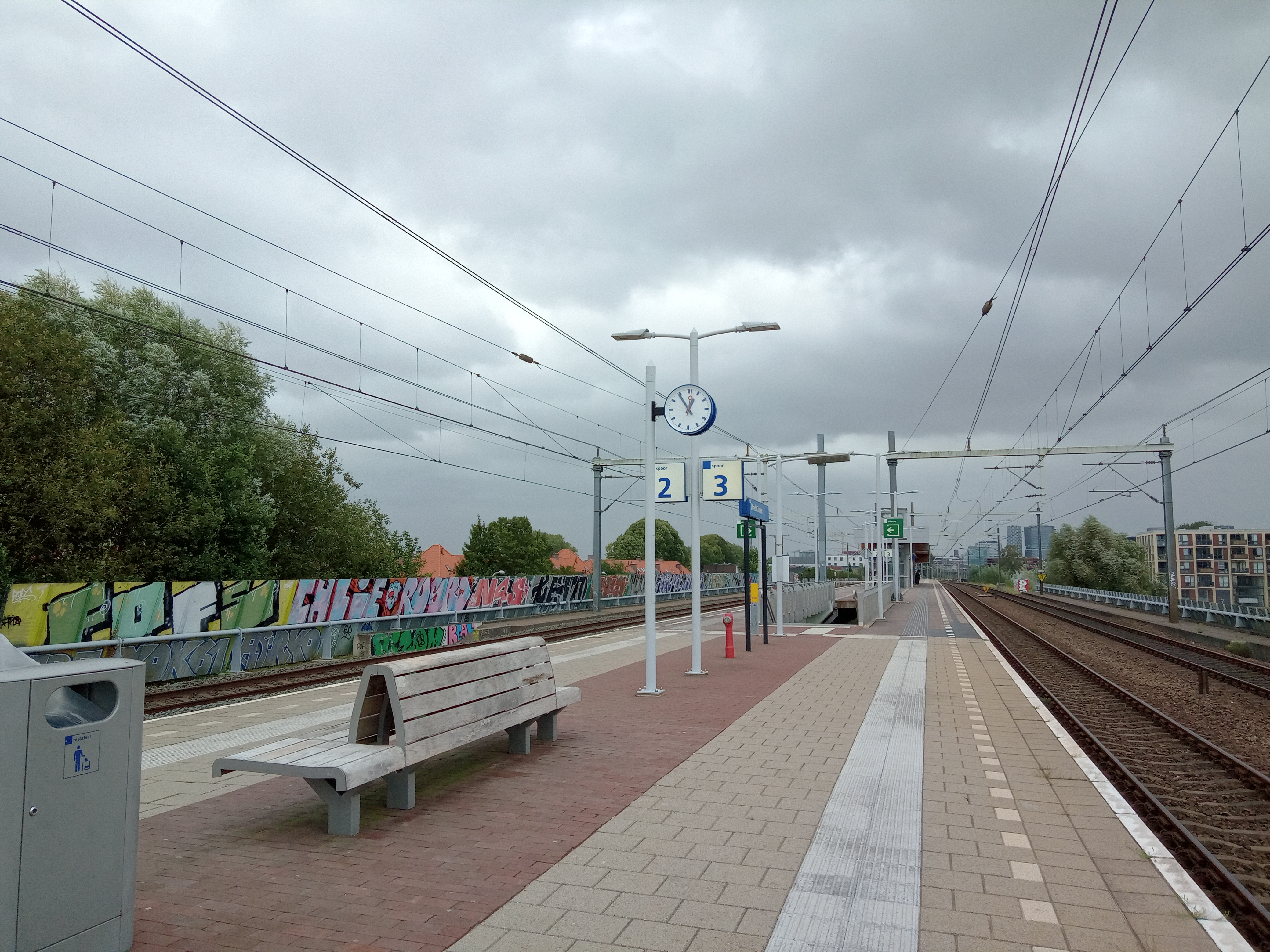
Het perron, gezien vanaf de noordwestelijke kant van het station.
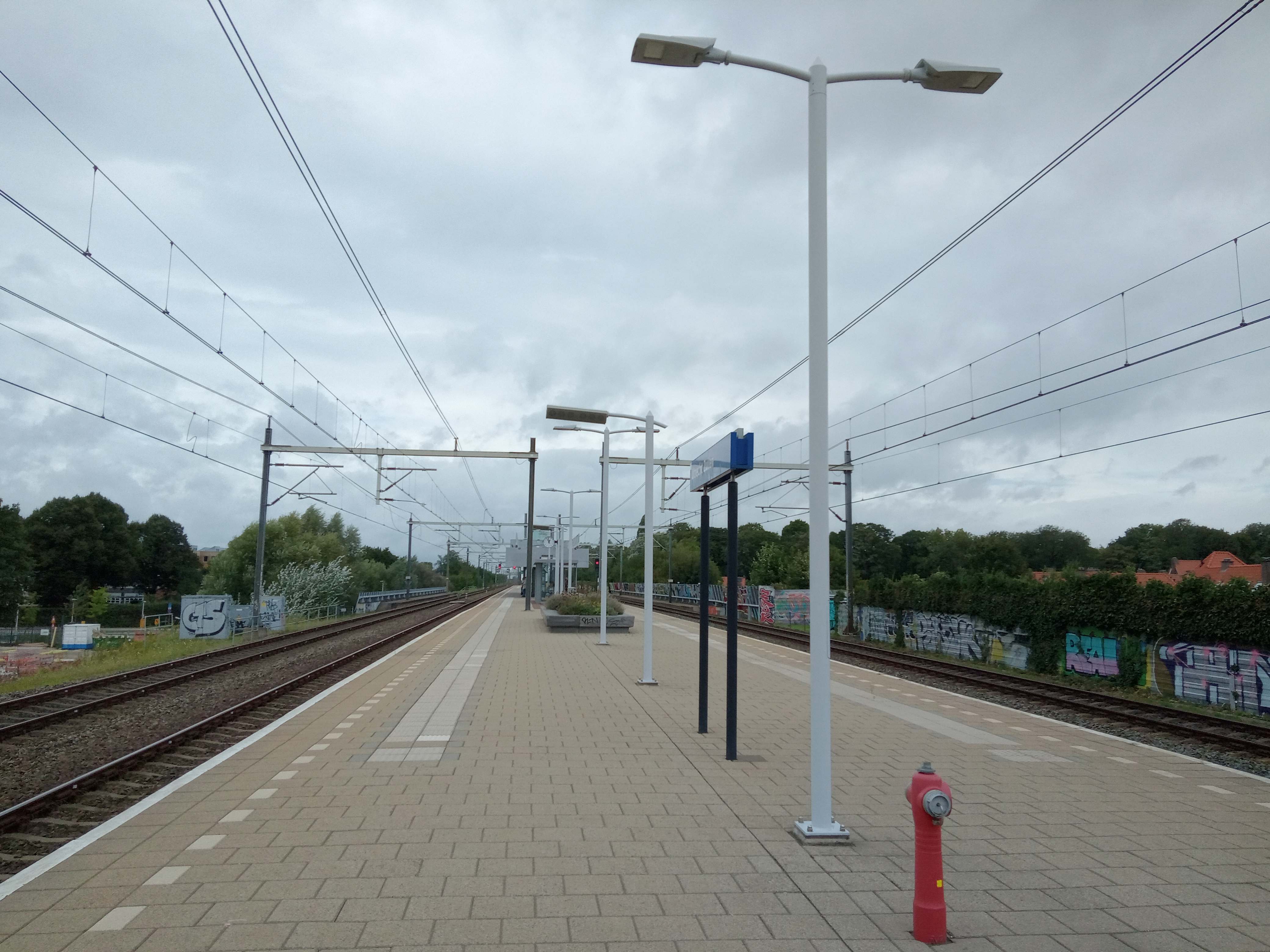
Het perron, gezien vanaf de zuidoostelijke kant van het station.
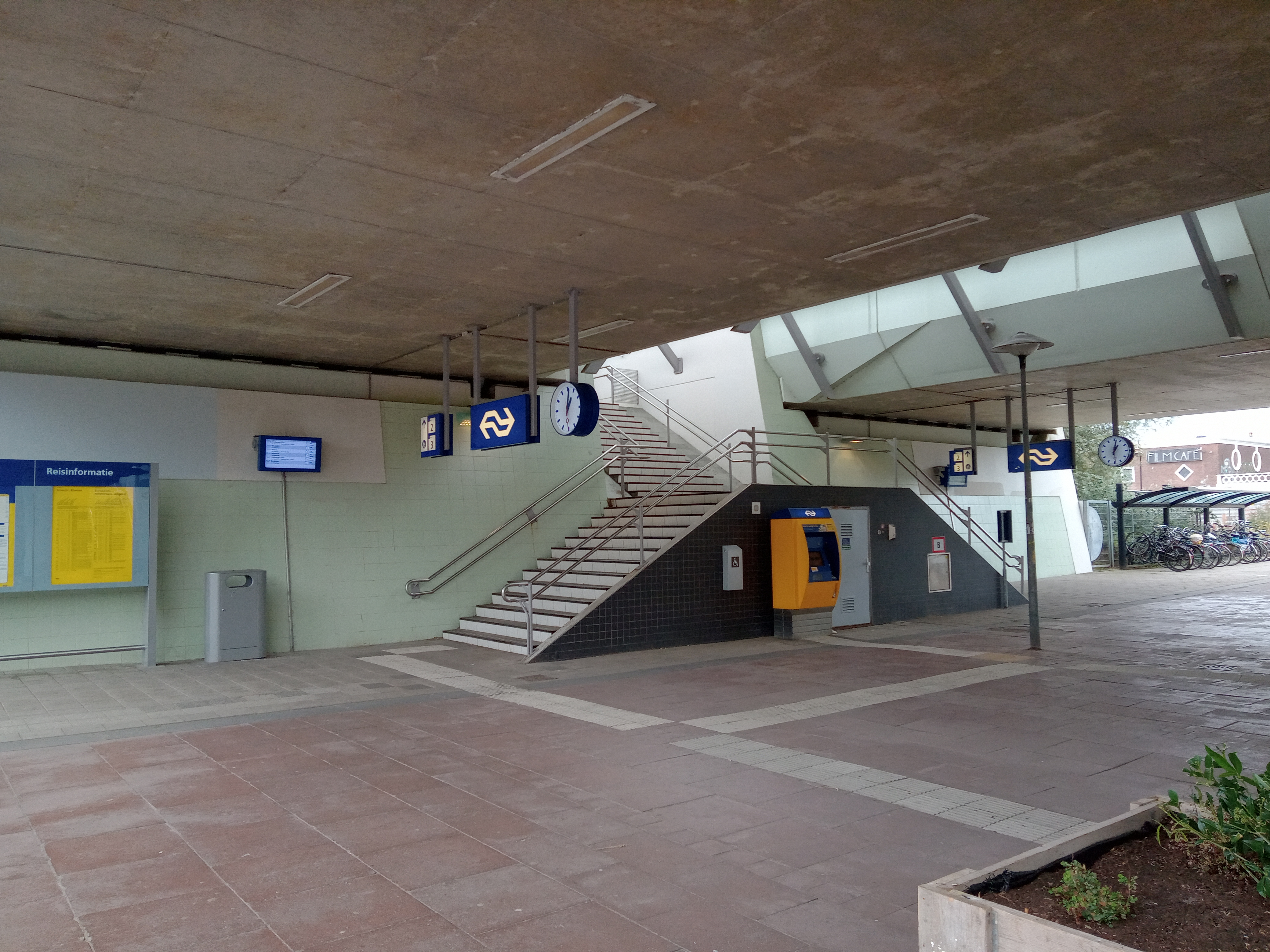
De trap aan zuidoostelijke kant van het station.
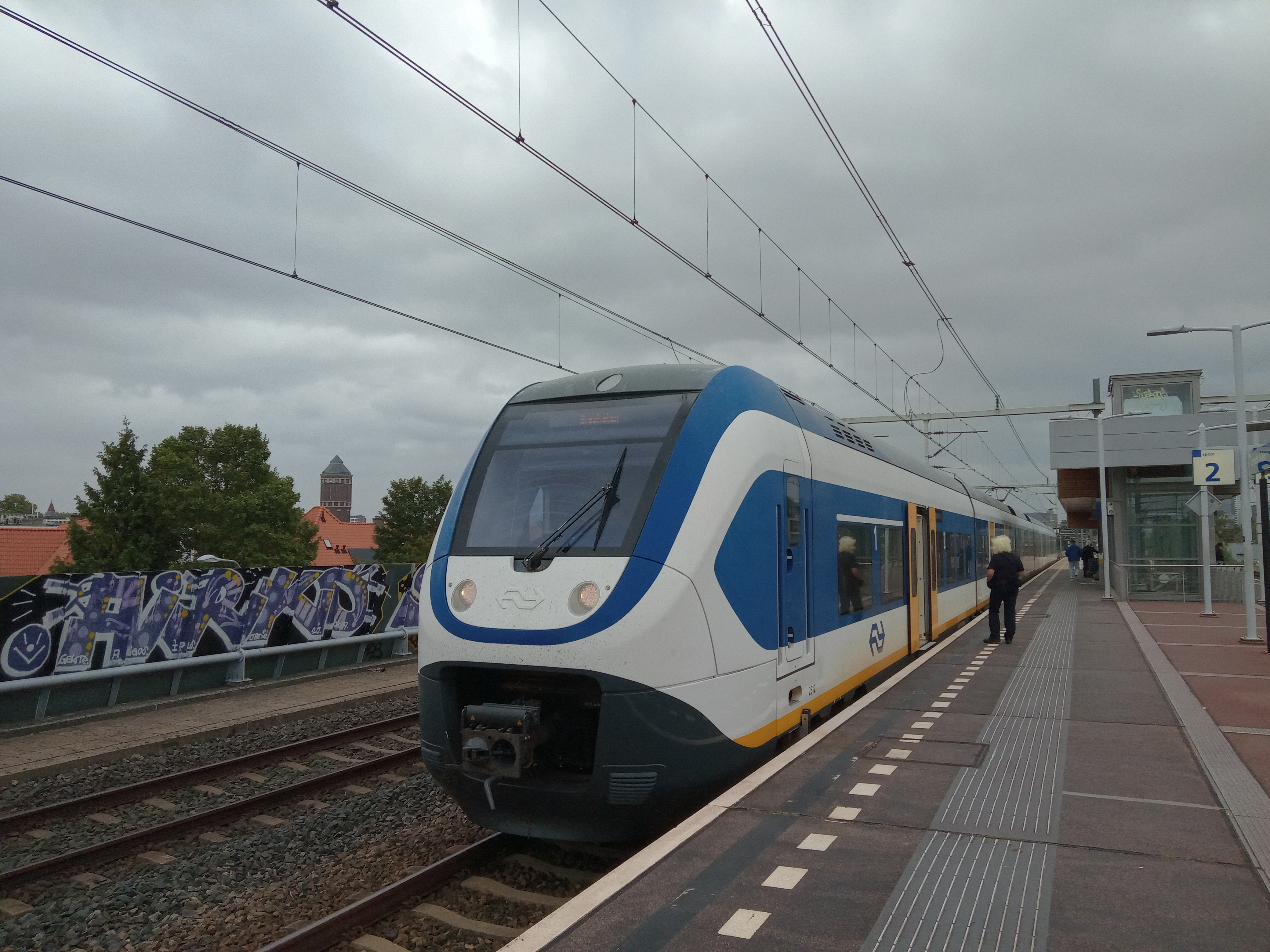
Een sprinter op spoor 1.

## Ontwikkeling aantal reizigers
Het aantal door NS vervoerde reizigers (per gemiddelde werkdag) ontwikkelde zich sedert 2019 als volgt:
| Jaar | Aantal reizigers |
| ---- | ---------------- |
| 2019 | 2.295            |
| 2020 | 1.103            |
| 2021 | 1.090            |
| 2022 | 1.934            |
| 2023 | 2.366            |
| 2024 | 2.431            |

0: Amsterdam Centraal · 
1: Amsterdam Muiderpoort · 
2: Amsterdam Weesperpoort · 
3: Amsterdam Amstel · 
4: Duivendrecht · 
6: Amsterdam Arena (stadionhalte) ·
6: Amsterdam Bijlmer ArenA · 
9: Amsterdam Holendrecht ·
11: Abcoude · 
16: Vreeland · 
19: Nieuwersluis-Loenen · 
23: Breukelen · 
28: Maarssen · 
33: Utrecht Zuilen · 
35: Utrecht Centraal · 
37: Jeremiebrug · 
37: Utrecht Vaartsche Rijn · 
38: Houtenschepad · 
39: Meerveldscheweg · 
40: Vechten · 
42: Bunnik · 
47: Driebergen-Zeist · 
50: Driebergen-Austerlitz · 
53: Maarn (oud) · 
54: Maarn · 
57: Maarsbergen · 
62: Heuvelsche Steeg · 
68: Veenendaal-De Klomp · 
75: Ede-Wageningen · 
80: Buunderkamp · 
84: Wolfheze · 
88: Oosterbeek · 
92: Arnhem Centraal · 
93: Arnhem Velperpoort · 
96: Fort Westervoort · 
97: Oostzijde Brug · 
98: Westervoort · 
101: Duiven · 
105: Groessen · 
106: Zevenaar · 
111: Babberich · 
115: Elten
Abcoude · 
Amersfoort:
-Centraal · 
-Schothorst · 
-Vathorst · 
Baarn · 
Bilthoven · 
Breukelen · 
Bunnik · 
Den Dolder · 
Driebergen-Zeist · 
Hoevelaken · 
Hollandsche Rading ·
Houten · 
-Castellum · 
Leerdam · 
Maarn · 
Maarssen · 
Rhenen · 
Soest · 
-Zuid · Soestdijk · 
Utrecht:
-Centraal · 
-Leidsche Rijn · 
-Lunetten · 
-Maliebaan · 
-Overvecht · 
-Terwijde · 
-Vaartsche Rijn · 
-Zuilen · 
Veenendaal: 
-Centrum · 
-West · 
Vleuten · 
Woerden
Voormalige stations: zie de lijst van voormalige spoorwegstations in Utrecht